# Greifenhagener Bahnen
| Greifenhagener Bahnen | Greifenhagener Bahnen |
| --------------------- | --------------------- |
| Kursbuchstrecke:      | 113h, 113i (1934)     |
| Spurweite:            | 1435 mm (Normalspur)  |
|                       |                       |

Die Greifenhagener Bahnen waren der Teil der Pommerschen Landesbahnen, der aus der AG Greifenhagener Kreisbahnen hervorgegangen war.

## Geschichte
Der Landkreis Greifenhagen in der preußischen Provinz Pommern umfasste bis 1939 lediglich ein Gebiet am rechten Ufer der Oder südlich von Stettin. Seit 1877 durchzog ihn entlang des Flusses die Hauptlinie Stettin–Küstrin der Breslau-Schweidnitz-Freiburger Eisenbahn-Gesellschaft.
Die weiter östlich davon gelegenen Teile des Kreises wurden erst zwanzig Jahre später von Kleinbahnstrecken erschlossen. Eigentümer war die AG Greifenhagener Kreisbahnen, an der der Kreis, der Provinzialverband Pommern und der preußische Staat maßgeblich beteiligt waren.
Den Anfang machte am 25. Januar 1895 die 33 Kilometer lange Verbindung von der Kreisstadt Greifenhagen nach der Kleinstadt Bahn und weiter bis Wildenbruch im Süden. Gleichzeitig entstand eine kleine Hafenbahn in Greifenhagen.
Von der ersten Strecke zweigte seit dem 28. August 1898 in Klein Schönfeld eine Linie nach der Nachbarkreisstadt Pyritz ab, die zwar bis zur Kreisgrenze (6 km) auch zu den Greifenhagener Kreisbahnen gehörte, aber zunächst nur von der Pyritzer Kreisbahn benutzt wurde. So gab es auch durchgehende Züge von Greifenhagen bis Pyritz.
Gleichzeitig erreichte eine Strecke von Finkenwalde bei Stettin die Gemeinde Neumark (21 km). Sie wies eine für Kleinbahnen sehr hohe Zugzahl auf (1939 acht Zugpaare); denn sie lag im Einzugsgebiet der Großstadt Stettin mit Berufs- und Ausflugsverkehr. Von Neumark schloss man am 1. Dezember 1905 die Lücke nach Woltersdorf an der Pyritzer Linie. Das normalspurige Netz erreichte damit eine Länge von 75 km, wovon nur etwa 2 km außerhalb des Kreises lagen.
Den Betrieb führte bis 1910 die Firma Lenz & Co GmbH, dann die Kleinbahnabteilung des Provinzialverbandes und ab 1920 die Vereinigung mittelpommerscher Kleinbahnen GmbH. Diese Aufgabe übernahm ab 1937 die Landesbahndirektion Pommern, bis die Gesellschaft unter dem Namen Greifenhagener Bahnen mit Wirkung vom 1. Januar 1940 in die Pommerschen Landesbahnen eingegliedert wurde.
Der Fahrzeugpark umfasste im Jahre 1939 8 Dampflokomotiven, 1 Triebwagen, 14 Personen-, 5 Pack- und 51 Güterwagen.
Nach dem Zweiten Weltkrieg verlegten die Polnischen Staatseisenbahnen den Beginn der bisherigen Strecke Finkenwalde – Klein Schönfeld nach Altdamm (nun Szczecin-Dąbie), legten der Großteil der Strecke still und ließen den Anfang als Anschlussbahn, die 1983 sogar elektrifiziert wurde, zu einem Heizwerk.
1997 wurde der Personenverkehr Greifenhagen–Pyritz über Klein Schönfeld eingestellt, der Personenverkehr Klein Schönfeld–Wildenbruch schon zwischen 1983 und 1990. Heute ist die gesamte Strecke nicht mehr befahrbar.

## Strecken
a) Greifenhagen–Wildenbruch
| Kilo- meter | Höhe m | Haltestelle                     | Haltestelle        | Bemerkung |
| Kilo- meter | Höhe m | deutsch                         | polnisch           | Bemerkung |
| ----------- | ------ | ------------------------------- | ------------------ | --------- |
| 0,0         |        | Greifenhagen                    | Gryfino            |           |
| 3,0         |        | Neumühle bei Greifenhagen       | Żórawie            |           |
| 5,3         |        | Vogelsang (Kreis Greifenhagen)  | Wirów              |           |
| 7,4         |        | Wierow                          | Jezioro Wirów      |           |
| 10,9        |        | Klein Schönfeld                 | Chwarstnica        |           |
| 13,6        |        | Borin                           | Borzym             |           |
| 18,4        |        | Gebersdorf (Kreis Greifenhagen) | Sosnowo Gryfińskie |           |
| 22,2        |        | Liebenow                        | Lubanowo           |           |
| 25,9        |        | Bahn                            | Banie              |           |
| 28,1        |        | Marienthal bei Bahn             | Baniewice          |           |
| 33,4        |        | Wildenbruch                     | Swobnica           |           |

b) Finkenwalde–Neumark–Klein Schönfeld
| Kilo- meter | Höhe m | Haltestelle                      | Haltestelle               | Bemerkung |
| Kilo- meter | Höhe m | deutsch                          | polnisch                  | Bemerkung |
| ----------- | ------ | -------------------------------- | ------------------------- | --------- |
| 0,0         |        | Finkenwalde Kreisbahnhof         | Szczecin Lotnisko         |           |
| 1,9         |        | Brunner Straße                   | Szczecin Zdroje Wschodnie |           |
| 2,7         |        | Hökendorf                        | Szczecin Słoneczne        |           |
| 5,5         |        | Königsweg                        | Urok                      |           |
| 8,2         |        | Henningsholm                     | Oleszna                   |           |
| 9,4         |        | Hohenkrug-Buchholz               | Struga Szczecińska        |           |
| 11,2        |        | Mühlenbeck (Bezirk Stettin)      | Wrzosy Pomorskie          |           |
| 12,5        |        | Kellerbecker Mühle               | Kłobucko Gryfińskie       |           |
| 17,1        |        | Kolbatz                          | Kołbacz                   |           |
| 18,4        |        | Hofdamm                          | Dębina Pomorska           |           |
| 20,6        |        | Neumark (Kreis Greifenhagen)     | Stare Czarnowo            |           |
| 24,3        |        | Glien                            | Glinna                    |           |
| 27,6        |        | Sinzlow-Kortenhagen              | Żelisławiec-Kartno        |           |
| 31,0        |        | Neuhaus (Kreis Greifenhagen)     | Drzenin                   |           |
| 34,1        |        | Woltersdorf (Kreis Greifenhagen) | Sobieradz                 |           |
| 37,5        |        | Klein Schönfeld                  | Chwarstnica               |           |

c) Woltersdorf–Kreisgrenze (verpachtet)
| Kilo- meter | Höhe m | Haltestelle                      | Haltestelle | Bemerkung |
| Kilo- meter | Höhe m | deutsch                          | polnisch    | Bemerkung |
| ----------- | ------ | -------------------------------- | ----------- | --------- |
| 0,0         |        | Woltersdorf (Kreis Greifenhagen) | Sobieradz   |           |
| 1,7         |        | Karlshof (Kreis Greifenhagen)    | Skrzynice   |           |
|             |        | Kreisgrenze Pyritz               |             |           |